# Kedung Baruk
Kedung Baruk is een bestuurslaag in het regentschap Soerabaja van de provincie Oost-Java, Indonesië. Kedung Baruk telt 18.540 inwoners (volkstelling 2010).